# Liste der Baudenkmale in Moisburg
In der Liste der Baudenkmale in Moisburg sind die Baudenkmale der niedersächsischen Gemeinde Moisburg im Landkreis Harburg aufgelistet. Der Stand der Liste ist der 16. November 2020. Die Quelle der  Baudenkmale ist der Denkmalatlas Niedersachsen.

## Allgemein
In den Spalten befinden sich folgende Informationen:
- Lage: die Adresse des Baudenkmales und die geographischen Koordinaten. Kartenansicht, um Koordinaten zu setzen. In der Kartenansicht sind Baudenkmale ohne Koordinaten mit einem roten Marker dargestellt und können in der Karte gesetzt werden. Baudenkmale ohne Bild sind mit einem blauen Marker gekennzeichnet, Baudenkmale mit Bild mit einem grünen Marker.
- Bezeichnung: Bezeichnung des Baudenkmales
- Beschreibung: die Beschreibung des Baudenkmales. Unter § 3 Abs. 2 NDSchG werden Einzeldenkmale und unter § 3 Abs. 3 NDSchG Gruppen baulicher Anlagen und deren Bestandteile ausgewiesen.
- ID: die Objekt-ID des Baudenkmales
- Bild: ein Bild des Baudenkmales, ggf. zusätzlich mit einem Link zu weiteren Fotos des Baudenkmals im Medienarchiv Wikimedia Commons. Wenn man auf das Kamerasymbol klickt, können Fotos zu Baudenkmalen aus dieser Liste hochgeladen werden:

## Moisburg

### Ensemble Bei der Kirche
Die Gruppe hat die ID 26969494.

| Lage                                        | Bezeichnung | Beschreibung | ID       | Bild           |
| ------------------------------------------- | ----------- | ------------ | -------- | -------------- |
| Bei der Kirche 1 53° 24′ 16″ N, 9° 42′ 8″ O | Kirchplatz  |              | 26957425 |                |
| Bei der Kirche 1 53° 24′ 15″ N, 9° 42′ 7″ O | Amtskirche  |              | 26957441 | Weitere Bilder |
| Bei der Kirche 4 53° 24′ 17″ N, 9° 42′ 8″ O | Pfarrhaus   |              | 26957367 |                |

### Hofanlage Bei der Kirche
Die Gruppe hat die ID 45449754 und gehört zur Gruppe „Ensemble Bei der Kirche“.

| Lage                                        | Bezeichnung              | Beschreibung | ID       | Bild |
| ------------------------------------------- | ------------------------ | ------------ | -------- | ---- |
| Bei der Kirche 3 53° 24′ 17″ N, 9° 42′ 8″ O | Wohn-/Wirtschaftsgebäude |              | 26957524 |      |
| Bei der Kirche 3 53° 24′ 17″ N, 9° 42′ 8″ O | Scheune                  |              | 26957539 |      |

### Amtshof, Auf dem Damm 5
Die Gruppe hat die ID 26969485.

| Lage                                       | Bezeichnung  | Beschreibung | ID       | Bild |
| ------------------------------------------ | ------------ | ------------ | -------- | ---- |
| Auf dem Damm 5 53° 24′ 16″ N, 9° 42′ 8″ O  | Nebengebäude |              | 26957292 | BW   |
| Auf dem Damm 5 53° 24′ 15″ N, 9° 42′ 7″ O  | Esteumlauf   |              | 26957305 | BW   |
| Aud dem Damm 5 53° 24′ 17″ N, 9° 42′ 8″ O  | Burggraben   |              | 26957474 |      |
| Auf dem Damm 5 53° 24′ 17″ N, 9° 42′ 8″ O  | Estelauf     |              | 26957490 | BW   |
| Auf dem Damm 5 53° 24′ 17″ N, 9° 41′ 45″ O | Amtshaus     |              | 26957507 |      |

### Einzeldenkmale
| Lage                                            | Bezeichnung | Beschreibung | ID       | Bild           |
| ----------------------------------------------- | ----------- | ------------ | -------- | -------------- |
| Auf dem Damm 10 53° 24′ 18″ N, 9° 41′ 42″ O     | Amtsmühle   |              | 26957457 | Weitere Bilder |
| Buxtehuder Straße 3 53° 24′ 23″ N, 9° 41′ 43″ O | Bauernhaus  |              | 26957352 |                |
| Dorfstraße 1 53° 24′ 21″ N, 9° 41′ 50″ O        | Bauernhaus  |              | 26957337 |                |
| Nindorfer Weg 1 53° 24′ 24″ N, 9° 41′ 39″ O     | Kate        |              | 26957322 |                |